# Kirchenkreis Wittstock-Ruppin
Der Kirchenkreis Wittstock-Ruppin mit Sitz in Wittstock ist einer von neun Kirchenkreisen der Evangelischen Kirche Berlin-Brandenburg-schlesische Oberlausitz im Sprengel Potsdam.

## Lage
Das Gebiet des Kirchenkreises umfasst gut die Hälfte des Landkreises Ostprignitz-Ruppin. Der Westteil des Landkreises (ehemals Landkreis bzw. Kreis Kyritz) gehört zum Kirchenkreis Prignitz, Teile von Fehrbellin im Süden zum Kirchenkreis Nauen-Rathenow, das Amt Lindow (Mark) im Osten zum Kirchenkreis Oberes Havelland. Im Norden grenzt der Kirchenkreis an die Propstei Neustrelitz im Kirchenkreis Mecklenburg der Evangelisch-Lutherischen Kirche in Norddeutschland.

## Geschichte
Der Kirchenkreis entstand zum 1. Januar 1998 aus der Fusion der Kirchenkreise Ruppin und Wittstock.
Aufgrund der sinkenden Mitgliederzahlen wurde 2009 eine Kirchenkreisreform vorgenommen. Die Anzahl der Gemeindeglieder des Kirchenkreises ist in den zehn vorherigen Jahren um 25 % gesunken. Bei dieser Reform wurden u. a. mehrere Ortskirchen zu Gesamtkirchengemeinden zusammengefasst und Arbeitszweige wie die Konfirmandenarbeit oder die Kirchenmusik auf der Kirchenkreisebene angesiedelt.

## Organisation

### Superintendentur
Der Sitz der Superintendentur befindet sich in Wittstock. Superintendentin ist seit 2022 Carola Ritter.

### Territoriale Gliederung
Der Kirchenkreis besteht aus: (Stand Juli 2025)
- den Gesamtkirchengemeinden Wittstock, Ruppin, Temnitz, Protzen-Wustrau-Radensleben, Im Herzsprunger Land
- den Kirchengemeinden Zwischen Dosse und Heide, Rheinsberg,
- dem Pfarrbereich Zühlen-Zechliner Land.[5]

Ende 2024 wurden sukzessive die Gemeinden Babitz, Dosse-Brausebach und die Kirchengemeinde im Dranser Land zur neuen Kirchengemeinde Zwischen Dosse und Heide vereinigt.
Der Kirchenkreis Wittstock-Ruppin gehört zum Kirchenkreisverband Prignitz-Havelland-Ruppin.

## Sakralbauten

### Kirchengebäude
Siehe Kategorie:Kirchengebäude des Evangelischen Kirchenkreises Wittstock-Ruppin

### Friedhöfe
- Friedhof Bechlin
- Friedhof Dabergotz
- Friedhof Flecken Zechlin
- Friedhof Fretzdorf
- Friedhof Gnewikow
- Friedhof Gottberg
- Friedhof Großzerlang
- Friedhof Karwe
- Friedhof Krangen
- Friedhof Küdow
- Friedhof Langen
- Friedhof Lichtenberg
- Friedhof Lüchfeld
- Friedhof Manker
- Friedhof Neuruppin
- Friedhof Nietwerder
- Friedhof Paalzow
- Friedhof Radensleben
- Friedhof Rheinsberg
- Friedhof Rohrlack
- Friedhof Rossow
- Friedhof Stöffin
- Friedhof Storbeck
- Friedhof Treskow
- Friedhof Vichel
- Friedhof Walchow
- Friedhof Werder
- Friedhof Wittstock
- Friedhof Wulkow
- Friedhof Wustrau
- Friedhof Wuthenow
- Friedhof Zaatzke
- Friedhof Zechow